# Bobicești (okręg Aluta)
Bobicești – wieś w Rumunii, w okręgu Aluta, w gminie Bobicești. W 2011 roku liczyła 818 mieszkańców.